# Coroner
Il coroner, nei paesi anglosassoni, è un funzionario governativo che ha il potere di condurre od ordinare un'indagine sulle circostanze o sulle cause di un decesso e di indagare o confermare l'identità di una persona sconosciuta che è stata trovata morta nella giurisdizione del coroner.
In epoca medievale, i coroner inglesi erano funzionari della Corona che detenevano poteri finanziari e conducevano alcune indagini giudiziarie al fine di controbilanciare il potere degli sceriffi.
La parola coroner deriva dalla stessa fonte della parola latina corona e si ritiene che indichi un ufficiale della Corona.

## Doveri e funzioni
Le responsabilità del medico legale possono includere la supervisione delle indagini e la certificazione delle morti relative a catastrofi di massa che si verificano all'interno della giurisdizione del medico legale. Un compito tipico di un coroner è curare i registri dei decessi di coloro che sono morti all'interno della propria giurisdizione.
A seconda della giurisdizione, il coroner può valutare personalmente la causa della morte o può agire come funzionario presidente di un tribunale speciale (una "giuria del coroner"). Il ruolo del coroner ebbe origine nell'Inghilterra medievale ed è stato adottato in molti paesi i cui sistemi giuridici sono stati in qualche epoca soggetti alla legge inglese o del Regno Unito. I ruoli aggiuntivi che un medico legale può sovrintendere nelle indagini giudiziarie possono essere soggetti al conseguimento di idonee qualifiche legali e mediche. Le qualifiche richieste a un coroner variano in modo significativo tra le varie giurisdizioni. Coroner, medici legali e patologi forensi sono professioni diverse. Hanno ruoli e responsabilità diversi.

## Storia
Il ruolo del coroner risale all'incirca all'XI secolo, poco dopo la conquista normanna dell'Inghilterra nel 1066.
La figura del coroner fu formalmente istituita in Inghilterra dall'articolo 20 degli "Articoli di Eyre" nel settembre 1194 per "sostenere le cause della Corona" (in originale "keep the pleas of the Crown; in latino, custos placitorum coronae) da cui deriva la parola "coroner". Questo ruolo ha fornito un funzionario locale della contea il cui compito principale era quello di proteggere gli interessi finanziari della Corona nei procedimenti penali. L'ufficio del coroner è, "in molti casi, un sostituto necessario: se lo sceriffo è parte interessata in una causa o se è coinvolto con una delle parti in causa, il coroner deve eseguire e rimettere il processo delle corti di giustizia." Questo ruolo è stato qualificato nel capitolo 24 della Magna Carta nel 1215, in cui si afferma: "Nessuno sceriffo, agente di polizia, coroner o ufficiale giudiziario potrà appellarsi alla nostra Corona". "Sostenere le cause" era un compito amministrativo, mentre "appellarsi" era un compito giudiziario che non era assegnato al coroner residente in loco, ma lasciato ai giudici che viaggiavano per il paese con tribunali d'assise. Il ruolo di custos rotulorum o detentore dei registri della contea divenne un incarico indipendente, che dopo il 1836 fu ricoperto dal lord luogotenente di ciascuna contea.
Una persona che avesse trovato un cadavere supponendo una morte improvvisa o non naturale era tenuta a dare l'allarme (hue and cry) e avvisare il coroner. Mentre i manuali coroniali scritti per sceriffi, ufficiali giudiziari, giudici di pace e coroner furono pubblicati nel sedicesimo e diciassettesimo secolo, i manuali scritti appositamente per i coroner furono distribuiti in Inghilterra nel diciottesimo secolo.
I coroner furono introdotti in Galles in seguito alla sua conquista militare da parte di Edoardo I d'Inghilterra nel 1282 attraverso lo Statuto di Rhuddlan nel 1284.
Andando più indietro nel tempo, scopriamo che il termine deriva dall'antichità, vale a dire quando il defunto è stato affidato al coronator, cioè a un necroforo che ha preparato il cadavere secondo le usanze e, tra le altre cose, ha messo una piccola corona di alloro o mirto (dal latino, corona o serta) sulla sua testa in modo che potesse essere accettato nella gloria nell'aldilà. L'usanza era già presente nell'antica Grecia.

## Equivalenti in altri paesi
Il ruolo del coroner è comune alla maggior parte dei paesi con un'influenza coloniale britannica, ma insolita all'infuori di questi. Gli uffici equivalenti in altre nazioni seguono il modello del medico legale o fanno parte della polizia e della magistratura. In Francia il funzionario competente è il médecin légiste  e in Italia il medico legale; in Germania è il Gerichtsmediziner. In Spagna e Portogallo le indagini sono condotte da un patologo forense sotto la supervisione di un magistrato esaminatore (un juez de instrucción in spagnolo, juiz de instrução in portoghese).
In Giappone l'ufficio di kenshi-kan (検 視 官) si traduce generalmente in "coroner", ma i detentori dell'ufficio sono investigatori della polizia con esperienza sul campo, assomigliando così a ufficiali o investigatori della scena del crimine nei paesi di lingua inglese. Un kenshi-kan in genere detiene il grado di capitano e ha studiato medicina legale e tecniche investigative presso la National Police Academy.

## Nella cultura di massa

### Cinema
- Nella canzone  Ding-Dong! The Witch Is Dead, dal classico film del 1939 Il mago di Oz, il coroner di Munchkinland conferma la morte della Malvagia Strega dell'Est.

### Letteratura
- M.R. Hall è un romanziere inglese criminale, che scrive una serie di romanzi di successo con protagonista il coroner di Bristol Jenny Cooper.
- Il romanziere Bernard Knight, ex patologo del Ministero degli Interni e professore di patologia forense presso il College of Medicine dell'Università del Galles, è noto per la sua serie "Crowner John Mysteries" ambientata nel XII secolo nel Devon, in Inghilterra. ("Crowner" è una parola arcaica per "coroner" e si basa sulle origini della parola.)
- Yoric Malatesta è il tormentato coroner protagonista della serie a fumetti dr Morgue.

### Televisione
Sebbene i coroner siano spesso rappresentati nei drammi polizieschi come una fonte di informazioni per i detective, ci sono un certo numero di coroner immaginari che hanno ricevuto particolare attenzione nelle serie televisive.
- La dottoressa Camille Saroyan è coroner e capo della divisione forense del Jeffersonian Institute nella serie TV Bones.
- La serie televisiva britannica The Coroner ha come protagonista un coroner che vive in una città immaginaria del Devon.
- La serie televisiva canadese Coroner ha come protagonista un coroner ed è basata sugli omonimi romanzi di Matthew Hall.
- Crossing Jordan vede Jill Hennessy nei panni di Jordan Cavanaugh, MD, un patologo forense che risolve casi criminali, impiegato nell'ufficio del Chief Medical Examiner in Massachusetts.
- Il coroner è un personaggio significativo e un membro principale del cast di CSI: Crime Scene Investigation e dei suoi spin-off CSI: Miami e CSI: NY.
- La serie televisiva Da Vinci's Inquest ha un coroner come personaggio principale.
- La serie drammatica procedurale della polizia americana Hawaii Five-0 presenta un coroner di nome Dr. Max Bergman, interpretato dall'attore giapponese-americano Masi Oka .
- Kujo Kiriya della serie TV giapponese 2016 Kamen Rider Ex-Aid è un coroner.
- Kurt Fuller interpreta Woody, un bizzarro coroner nella serie americana Psych.
- La serie televisiva Quincy ha un coroner come protagonista.
- La serie televisiva Wojeck (il precursore canadese di Quincy ) ha un coroner come personaggio principale, ispirato al coroner Morton Shulman.[9]